# Percina jenkinsi
Percina jenkinsi е вид лъчеперка от семейство Percidae. Видът е критично застрашен от изчезване.

## Разпространение
Разпространен е в САЩ.